# Diario Frontera
El  Diario Frontera es un periódico venezolano de corte generalista que circula en el estado Mérida, parte del estado Táchira y la zona Sur del Lago de Maracaibo. Fundado en 1978 en la capital del estado es el diario más antiguo y de mayor circulación de esta región.
Es miembro fundador la Cámara Venezolana de Prensa Regional y está afiliado al Bloque de Prensa Venezolano.

## Características
El diario es distribuido en formato tipo tabloide a color. Incluye noticias regionales, nacionales, internacionales, en ámbitos de política, deportes, salud y tecnología. También edita dos suplementos: +Deporte y el suplemento infantil Chipilín, así como ediciones especiales en fechas determinadas como Edición Aniversario, La Feria del Sol y El Día del Trabajador.

## Historia
Oficialmente el Diario Frontera fue lanzado el 12 de agosto de 1978 por quien fuera su fundador el Sr. José Benedicto Monsalve, con el apoyo de un grupo de empresarios, poetas e ilustres de la ciudad entre quienes destaca el abogado y escritor Rafael Ángel Gallegos, su primer director. Los primeros ejemplares fueron impresos en blanco y negro en una vieja rotativa que había pertenecido hasta entonces al Diario Critica de la ciudad de Maracaibo.
Luego de drásticos cambios en su directiva y de necesitar apoyo financiero para su continuidad en las calles se necesitó de una importante inyección de capital y ordenamiento en la concepción de empresa por lo que la familia Manfredi, reconocidos empresarios merideños de origen extranjero catapultaron al diario hasta lo que hoy día conocemos.  
En los años 80 Diario Frontera se caracterizó por ser un periódico generalista en blanco y negro de alrededor de 20 páginas dividido en dos cuerpos. Desde 1989 publica con regularidad una página o sección dedicada exclusivamente a temas de la Universidad de los Andes, ello debido a la gran concentración estudiantil y la importancia que tiene esta institución en la vida de la ciudad.
A mediados de 2005 tras la publicación de la reseña policial de un joven universitario asesinado, la sede del periódico fue atacada por un grupo de estudiantes dando inicio a una serie de disturbios que afectaron a la mayor parte de la ciudad. Este hecho produjo el rechazo de los distintos sectores políticos y sociales que hacen vida en la región así como una reacción de parte de la ONG Reporteros Sin Fronteras. Sin embargo en medio de cuestionamientos por parte de las autoridades el hecho no fue investigado.
Para el año 2009 Diario Frontera es dirigida en su mayoría por una junta directiva joven, con la inclusión en la misma de dos de sus accionistas herederos, Gabriel Manfredi López e Idania Manfredi Guerrero (Gerencia General);  ya el diario es una publicación madura que ofrece cuatro cuerpos durante la semana y cinco los sábados y domingos con algunas páginas a color. Para la celebración de sus 30 años llevó a cabo una renovación de su imagen corporativa que incluyó cambio de logo y tipografía, reoerganización del contenido y una nueva maquetación a seis columnas. Un poco más adelante empieza a publicarse un cuerpo de deportes en formato tabloide a todo color.
Para el año 2011 Diario Frontera por iniciativa de una nueva junta directiva conformada por capital joven y de frescas ideas cambian la imagen llevándole a formato Tabloide logrando así mayor aceptación entre sus
lectores y permitiendo al diario combatir los embates de la crisis económica reinante en Venezuela para esos tiempos.

## Circulación
En 2010 el diario tenía una circulación de 20 mil ejemplares (25 mil el día domingo) distribuidos principalmente en el estado Mérida, Sur del Lago de Maracaibo, zona Panamericana y con una pequeña presencia en Caracas. Asimismo cuenta con una versión digital en línea.

## Junta Directiva (vigente a 2016)
- María Eugenia Cedillo
- Luigi Manfredi Campochiaro
- Gabriel Manfredi López